# Channa amphibeus
Channa amphibeus — вид окунеподібних риб родини Змієголові (Channidae).

## Поширення
Channa amphibeus населяє річки басейну Брахмапутри у Бутані та індійських штатах Ассам та Західна Бенгалія.

## Опис
Максимальна довжина тіла становить близько 90 см (довжина голови — 27,6% від стандартної довжини тіла). Тіло світло-коричневого забарвлення з білуватим черевом. Має 11 вертикальних смуг коричневого кольору на верхній частині тіла, які проходять нижче бічної лінії. Краї спинного, анального і хвостового плавців — білуваті.